# Kummelskäret (vid Hitis, Kimitoön)
Kummelskäret är en ö i Finland. Den ligger i Skärgårdshavet och i kommunen Kimitoön i den ekonomiska regionen  Åboland i landskapet Egentliga Finland, i den sydvästra delen av landet. Ön ligger omkring 66 kilometer söder om Åbo och omkring 140 kilometer väster om Helsingfors.
Öns area är 4 hektar och dess största längd är 380 meter i öst-västlig riktning. Ön höjer sig omkring 10 meter över havsytan.